# لابينيتوس
 لابينيتوس أو  لابينيتوس ( Λαβύνητος لابينيتوس ؛ الشكل الهيليني للاسم الأكادي نبو-نايد ، هو اسم يُرجَّح أنه يُشير إلى ملوك السلالة الكلدانية ( 626-539 قبل الميلاد ) بشكل عام . ورد الشكل الهيليني للاسم فقط في كتابات هيرودوت التاريخية . 
وفقًا للمؤرخ اليوناني هيرودوت ( القرن الخامس قبل الميلاد ) ، تفاوض سينيسس الأول ملك كيليكيا ولابينيتوس ملك بابل على معاهدة سلام بين الملك ألياتس ملك ليديا والملك سياخاريس ملك ميديا . 
اندلعت الحرب بين البلدين واستمرت لمدة خمس سنوات ، وخلال تلك الفترة حقق الليديون والميديون عدة انتصارات . في إحدى المناسبات خاضوا معركة غير متوقعة في الظلام ، وهو حدث وقع بعد خمس سنوات من الحرب التي لم تحسم نتيجتها . كانت الجيوش قد واجهت بعضها البعض وكانت المعركة جارية ، عندما تحول النهار فجأة إلى ليل . توقف كل من الليديين والميديين عن القتال عندما شاهدوا تعتيم النهار ؛ كانوا أكثر حرصًا من قبل على إبرام السلام ، وتم التوصل إلى مصالحة بواسطة سيينيسيس ، وهو شخص من كيليكيا ، و" لابينيتوس " من بابل ، اللذين كانا مسؤولين عن معاهدة السلام وتبادل الزيجات بين المملكتين . لقد أقنعا ألاياتيس أن يعطي ابنته " آرينيس " لـ " أستياجيس " ، ابن سياكساريس - مع العلم أن المعاهدات نادرًا ما تبقى سليمة بدون روابط عائلية تقويها .

يُعتقد أن لابينيتوس هي طريقة هيرودوت في كتابة اسم نابونيدوس .  لذلك ، فمن المرجح أن لابينيتوس كان الملك اللاحق للإمبراطورية البابلية ، نابونيدوس ( حكم من 556 إلى 539 قبل الميلاد ) . ويمكن تأريخ كسوف الشمس إلى 28 مايو 585 قبل الميلاد .  ومن الممكن أيضًا أن يكون لابينيتوس الذي ذكره هيرودوت هو نفسه نبوخذ نصر الثاني .   وهذا بعيد كل البعد عن اليقين، ولكن من المرجح أن البابليين، الذين غزوا الغرب الآن ، كانوا مهتمين بالأناضول ، حيث كان من الممكن الحصول على الحديد . وفي الوقت نفسه ، يبدو أن نبوخذ نصر كانت له علاقات ودية إلى حد ما مع القبائل الجبلية .  وهناك أيضًا تسلسل زمني آخر يضع معركة هاليس في عام 610 قبل الميلاد . إذا كان هذا صحيحًا، فيمكن التعرف على لابينيتوس مع نبوبولاسر . 